# Albert Jennings Fountain

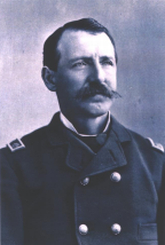
Albert Jennings Fountain

Albert Jennings Fountain (* 23. Oktober 1838 in Staten Island, New York; † nach 1895) war ein US-amerikanischer Politiker. Zwischen 1871 und 1873 war er Vizegouverneur des Bundesstaates Texas.

## Werdegang
Albert Fountain besuchte die öffentlichen Schulen seiner Heimat sowie das Columbia College. In den 1850er Jahren zog er nach Kalifornien, wo er als Zeitungsreporter für die Zeitung Sacramento Union tätig war. In dieser Zeit war er auch Berichterstatter über die Vorgänge in Nicaragua im Zusammenhang mit  der versuchten Invasion von William Walker. Nach einem anschließenden Jurastudium und seiner 1860 erfolgten Zulassung als Rechtsanwalt begann er in Kalifornien in diesem Beruf zu arbeiten. Im Jahr 1861 trat er einer Freiwilligeneinheit aus Kalifornien bei, um am Bürgerkrieg teilzunehmen. Seine Einheit wurde in den Südwesten der Vereinigten Staaten beordert. 1862 war er an der Besetzung des New-Mexico-Territoriums beteiligt. Bis 1864 nahm er am Bürgerkrieg teil. Dann war er Mitglied der Miliz im New-Mexico-Territorium. Dort nahm er an einigen Indianerfeldzügen gegen die Apachen teil, wobei er zwischenzeitlich verwundet wurde. Anschließend ließ er sich in El Paso (Texas) nieder, wo er für die Bundesbehörde United States Property Commission arbeitete, die über die Vergabe von Ländereien entschied, welche zuvor der Regierung der Konföderierten Staaten gehört hatten. Danach war er bei der dortigen Steuerbehörde beschäftigt. Außerdem praktizierte er dort als Anwalt.
Politisch schloss sich Fountain der Republikanischen Partei an. Zwischen 1870 und 1874 saß er im Senat von Texas. Zwischen 1871 und 1873 war er als President Pro Tempore dessen amtierender Vorsitzender. In dieser Eigenschaft war er, da der Posten des Vizegouverneurs seit dem Rücktritt von James W. Flanagan unbesetzt war, gleichzeitig kommissarischer Vizegouverneur und Vertreter von Gouverneur Edmund J. Davis. Bemerkenswert ist, dass Fountain als Staatssenator das Gesetz zur Wiedereinführung der Texas Rangers einbrachte. Diese waren während des Bürgerkrieges abgeschafft worden. Als Anhänger des radikalen Flügels seiner Partei machte er sich bei deren Gegnern naturgemäß viele Feinde. Es kam sogar zu einigen Duellforderungen. Dabei hat er mindestens einen Mann in einem Duell getötet.
Im Jahr 1873 zog Fountain nach Mesilla im heutigen New Mexico, wo er als Rechtsanwalt praktizierte. Später wurde er dort auch stellvertretender Staatsanwalt und Nachlassrichter. 1877 gründete er die in englischer und spanischer Ausgabe erscheinende Zeitung Mesilla Valley Independent. Politisch setzte er seine Laufbahn als Abgeordneter im territorialen Repräsentantenhaus fort. Bei seiner Wahl in das Gremium im Jahr 1888 schlug er den späteren US-Senator und Innenminister Albert B. Fall. Beide Männer waren erbitterte Rivalen. Zwei Jahre später verlor er bei dem Versuch der Wiederwahl gegen Fall. Als Rechtsanwalt verteidigte er unter anderem den berüchtigten William Bonney (Billy the Kid). Allerdings verlor er den Prozess und Bonney wurde zum Tode verurteilt. Zum Zeitpunkt seines mysteriösen Verschwindens führte er als Staatsanwalt einige Anklagen gegen Viehdiebe. Am 1. Februar 1896 verschwanden Albert Fountain und sein Sohn, der ihn begleitete, auf dem Heimweg von einer Gerichtsverhandlung in Lincoln nach Mesilla. Von den beiden wurde nie wieder eine Spur gefunden. Es gab keine Leichen, aber man nahm an, dass sie ermordet wurden. Es gab eine große Zahl an Verdächtigen, angefangen bei seinen politischen Gegnern bis hin zu den von ihm angeklagten Straftätern oder Verbrecherbanden. Einige Verdächtige wurden des Mordes angeklagt, aber freigesprochen, da keine Beweise für einen Mord vorlagen, weil es ja keine Leichen gab.